# Vendedoras de Lafayette
Vendedoras de Lafayette fue una telenovela argentina emitida por Canal 9 Libertad entre julio a noviembre de 1988 y de abril a mayo de 1990. Fue protagonizada por Claudio García Satur, Alicia Bruzzo, Silvina Rada, Patricia Palmer, Juan Carlos Dual y Antonio Grimau.

## Guion
La historia se basó en libros de Marcia Cerretani, autora de otros teleteatros como Pobre Clara, El oro y el barro, Alén, luz de luna y Alas, poder y pasión.

## Argumento
La telenovela narraba las desventuras amorosas de un grupo de mujeres que trabajaban en una tienda de alta moda de Buenos Aires. A contramano del esquema clásico de las telenovelas, en las que el galán y la heroína acaparan la atención principal, la historia se centraba en las conflictivas relaciones entre mujeres (envidia, celos, competencia). En ese sentido, puede considerarse en la misma línea que Libertad condicionada (1985/1986) y El amor tiene cara de mujer (1964/1970), teleteatros que también dieron protagonismo a grupos de mujeres.
La primera parte se emitió desde julio de 1988 a noviembre de ese año inclusive y narró la historia protagonizada por Alicia Bruzzo, Claudio García Satur y Silvina Rada. La segunda parte comenzó en diciembre de 1988 pero fue levantada por los históricos cortes de luz a partir de enero de 1989. Finalmente se puso en el aire esa segunda parte en los meses de abril y mayo de 1990 en una versión editada de la grabación original y estaba protagonizada por Patricia Palmer, Juan Carlos Dual, Antonio Grimau, Esther Goris y Hugo Cosiansi.
La primera parte en la historia central, por primera vez en una telenovela argentina y en horario de la tarde, narraba el desgaste de un matrimonio (Satur/Bruzzo) y la aparición de 'la otra' (Rada) y tan protagonista como la esposa (Bruzzo) generando sentimientos encontrados y emociones muy dispares en el telespectador. La segunda parte estaba ligeramente inspirada en la historia de la clásica película Sabrina protagonizada por Audrey Hepburn.

## Elenco
La historia contó con la participación de varias figuras, entre ellas:
- Juan Carlos Dual
- Ana María Picchio
- Antonio Grimau
- Raúl Aubel
- Patricia Palmer
- Patricia Castell
- Dora Ferreiro
- Esther Goris
- Adrián Suar
- Fabián Gianola
- Yayi Cristal
- Susana Monetti
- Adriana Gardiazábal
- Margarita Ros
- Hugo Cosiansi
- Alfredo Fary
- Ricardo schiariti

## Reconocimiento
En 1988, recibió el Martín Fierro al mejor teleteatro en competencia con las telenovelas Sin marido (también de Canal 9 y con Patricia Palmer) y Amándote (Canal 11).
| Año  | Premios               | Categoría                       | Nominados               | Resultado | Ref   |
| ---- | --------------------- | ------------------------------- | ----------------------- | --------- | ----- |
| 1988 | Premios Martín Fierro | Mejor telenovela/ficción diaria | Vendedoras de Lafayette | Ganadora  | [ 4 ] |